# بخش واشینگتن (شهرستان آگلایزه، اوهایو)
بخش واشینگتن (به انگلیسی: Washington Township) یک منطقهٔ مسکونی در ایالات متحده آمریکا است که در شهرستان اوگلایز واقع شده‌است.
 بخش واشینگتن ۸۰٫۵ کیلومتر مربع مساحت و ۱٬۸۷۴ نفر جمعیت دارد و ۲۷۳ متر بالاتر از سطح دریا واقع شده‌است.